# CONCANACO
La Confederación de Cámaras Nacionales de Comercio, Servicios y Turismo de los Estados Unidos Mexicanos (Concanaco Servytur México por sus siglas) es un organismo gremial empresarial de interés público de México, fundado en 1917 con el objetivo de representar, defender y promocionar los intereses de las empresas del sector comercio, servicios y turismo.
Cuentan con 2.0 millones de afiliados en alguna de sus 257 cámaras confederadas con presencia en 1 857 municipios, y representan a 4.8 millones de negocios que significan el 60% del empleo formal del país y el 64% del producto interno bruto nacional.
La legislación mexicana le otorga el estatus de órgano oficial de consulta del gobierno nacional por lo que cuenta con representación y asientos en distintas entidades gubernamentales.

## Historia

### Antecedentes

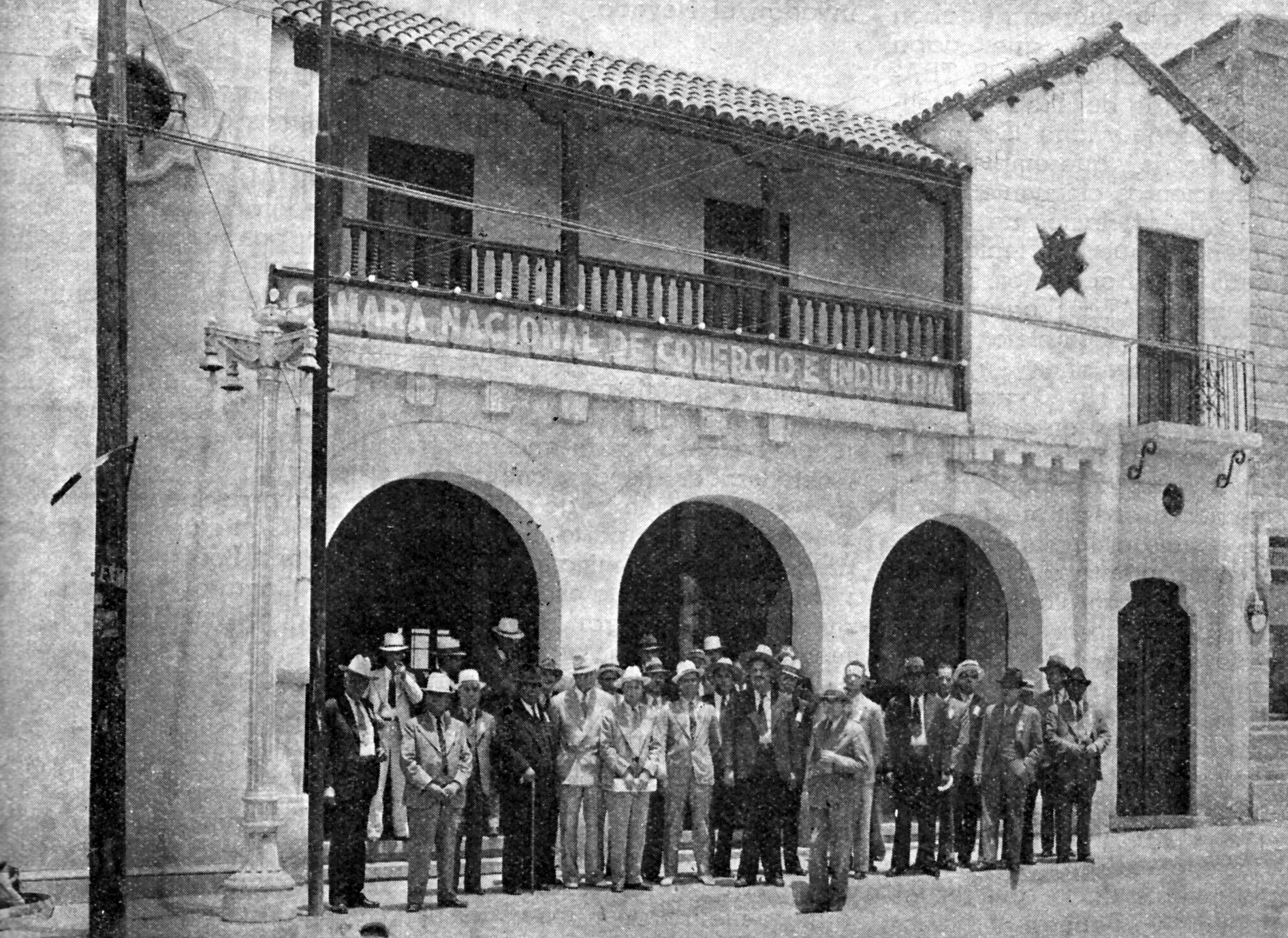
Integrantes de la Cámara Nacional de Comercio de Saltillo en 1886

Los primeros antecedentes de cámaras de comercio en el país se remontan al siglo XVI con el establecimiento en Mérida de la llamada Diputación de Comercio de Yucatán con el objetivo de agremiar a los comerciantes de la península para operar la ruta Sisal - Europa vía la Casa de la Contratación de Indias.
En 1615 se fundó una organización del gremio comercial en Ciudad de México, y para finales del siglo XVIII nacieron en Guadalajara y Veracruz.
Sin embargo, no fue hasta finales del siglo XIX que nacen formalmente las cámaras nacionales de comercio, llamadas así para diferenciarse de las cámaras que ya existían en México y que representaban el comercio de otros países, tal era el caso de la Cámara Española de Comercio y la Cámara Inglesa de Comercio.
Entre las cámaras nacionales de comercio más antiguas del país, destacan la de la Ciudad de México cuya fundación se realizó el 27 de agosto de 1874, la de Veracruz en 1879, la de Monterrey en 1883 y la de Mazatlán en 1884.
También destacan por su antigüedad la de Saltillo de 1886, la de Chihuahua de 1887, la de Guadalajara de 1888, la de Puebla de 1889, la de Tepic de 1895, la de Morelia de 1905, las de Aguascalientes y Mérida de 1906, y la de Santiago de Querétaro de 1907.
Pese a la formalización de estas cámaras, fue hasta 1908, bajo el gobierno de Porfirio Díaz, que se promulgó la primera ley de cámaras nacionales de comercio que establecía las funciones y organización de estas instituciones.
Cinco años después, en marzo de 1913, la Cámara Nacional de Comercio de Torreón propuso la formación de una asociación de cámaras de comercio y comercio de carácter nacional.

### Fundación

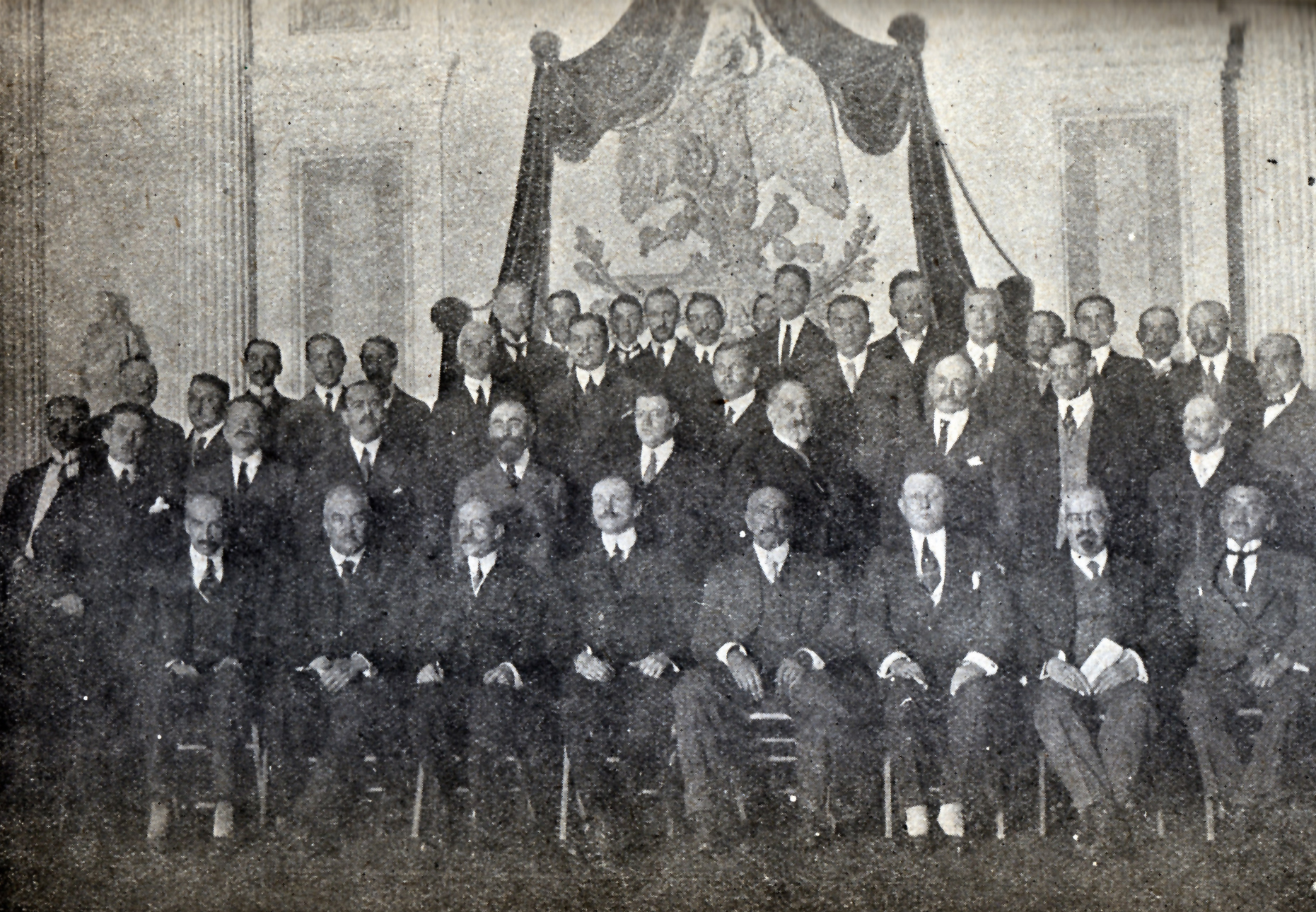
Asamblea General de la CONCANACO en 1919

En mayo de 1917, Alberto J. Pani, entonces secretario de industria y comercio envió una invitación a la Cámara Nacional de Comercio de la Ciudad de México a organizar el Primer Congreso Nacional de Comerciantes, bajo el auspicio de su dependencia.
En la nota dirigida a la cámara se lee: 

(...)“... el C. Presidente de la República considera de urgente necesidad pública que el comercio se organice eficientemente, creando órganos adecuados de relación, por medio de los cuales pueda entenderse y cooperar, de una manera fácil, con el Gobierno General. Y la Secretaría de Industria y Comercio, con estos fines, se permite invitar a cada una de las Cámaras de Comercio del país, para que envíen un delegado al Primer Congreso Nacional de Comerciantes que, bajo el patrocinio de la propia Secretaría de Estado, se celebrará el próximo mes de junio en esta ciudad de México y que se ocupará preferentemente en el estudio de lo siguiente: 
I.- Moralización del Comercio.

II.- Organización colectiva de las Cámaras de Comercio de la República, para fines de ayuda mutua, de conveniencia pública y de representación ante el Gobierno Federal.

III.- Medios que deben ponerse en práctica para desarrollar el comercio interior y exterior.
IV.- Medidas que es conveniente dictar para hacer frente al posible encarecimiento de los artículos de primera necesidad”..

Fue así que se instaló una comisión organizadora presidida por Carlos Arellano, presidente de la Cámara Nacional de Comercio de la Ciudad de México. Se enviaron invitaciones a las Cámaras de Comercio de la República, lo mismo a diversos ayuntamientos para que enviaran delegados.
El congreso, con sede en el Palacio de Minería, dio inicio el 12 de julio de 1917 con la asistencia de Venustiano Carranza, entonces presidente de México. Participaron 134 delegados y las reuniones se extendieron hasta el 4 de agosto del mismo año.
Participaron en este Primer Congreso los representantes de las Cámaras de Comercio de: 
- Acapulco
- Aguascalientes
- Ameca
- Atlixco
- Campeche
- Chihuahua
- Ciudad de México
- Ciudad Juárez
- Colima
- Córdoba
- Durango
- Guadalajara
- Guaymas
- Irapuato
- León
- Matamoros
- Mazatlán
- Monterrey
- Morelia
- Nuevo Laredo
- Orizaba
- Pachuca
- Puebla
- Querétaro
- San Luis Potosí
- Tabasco
- Tampico
- Tehuacán
- Tepic
- Toluca
- Torreón
- Tulancingo
- Tuxtla Gutiérrez
- Veracruz
- Yucatán
- Zacatecas

Y junto a ellos hicieron acto de presencia los delegados de doce ayuntamientos; tres cámaras agrícolas; cinco sociedades o cámaras mixtas (industriales, agrícolas y comerciales); dos sociedades para ayuda del comercio; cinco cámaras de comercio extranjeras (Cámara Austro-Húngara de Comercio; Cámara de Comercio Alemana; Cámara Italiana de Trabajo y Comercio de México; Cámara Oficial Española de Comercio, Industria y Navegación; y la Cámara de Comercio Francesa de México). 
Además hubo un representante de la Escuela Superior de Comercio y Administración; de la Sociedad Agrícola Mexicana; de la Sociedad Mutualista de Agentes Viajeros; de la Asociación de Contadores Titulados; del Colegio de Corredores; de la Cámara Agrícola Nacional de Tabasco; de una sociedad mutualista; y de la Universidad Popular Mexicana.
Meses después del congreso, en octubre de 1917, se iniciaron los trabajos para la creación de una confederación de cámaras de comercio. Después de días de debate, se aprobaron los estatutos para dicha organización. El 3 de noviembre de ese mismo año se firmó el acta constitutiva de la Confederación de Cámaras de Comercio de los Estados Unidos Mexicanos y se eligió como su primer presidente al regiomontano Enrique Sada Muguerza. La sede central estaría ubicada en avenida Uruguay #48, en el Centro Histórico de la Ciudad de México.

### Primeras décadas

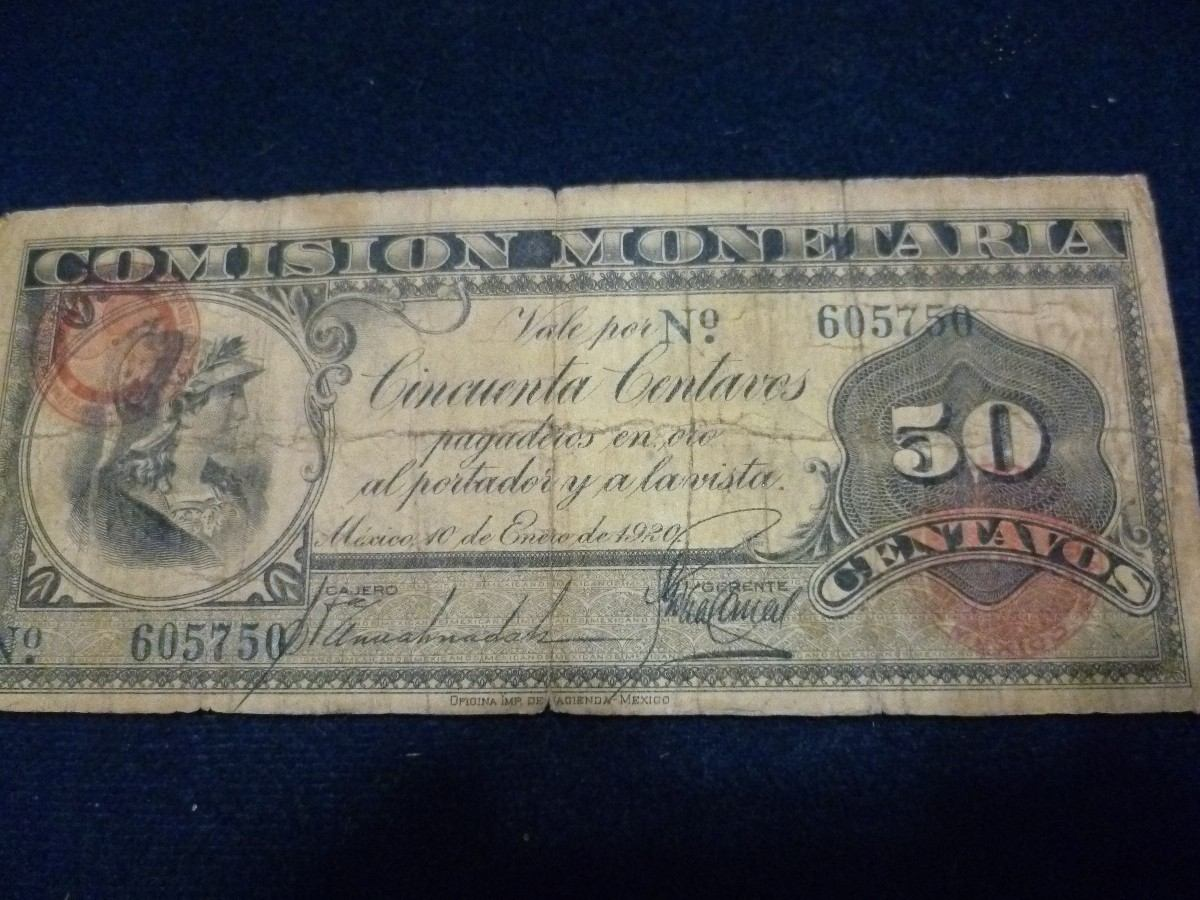
Billete emitido en 1920 por el Gobierno de México con la garantía solidaria de la Concanaco

A los dos años de su fundación cambiaron sus oficinas a la avenida 5 de Mayo #17 en el mismo centro histórico de la capital mexicana. En ese mismo año, el gobierno de Venustiano Carranza le solicitó su apoyo como garante solidario del papel moneda emitido para hacerle frente a la escasez de moneda fraccionaria y cuando este último, a consecuencia de la revolución de Agua Prieta, quiso llevarse a Veracruz el metal que respaldaba dicha moneda, la confederación se opuso al traslado de tales cantidades de oro y no entregó las llaves ni combinación donde se resguardaban.
De igual modo, con su intercesión ante el Congreso de la Unión y la Secretaría de Economía se logró que en 1936 se promulgara la nueva ley de cámaras de comercio e industria que fusionaba ambos sectores en una sola organización. También se hacía obligatorio el registro de  empresarios y comerciantes a las cámaras correspondientes; dicha obligación quedó abrogada en 1997. 
Cinco años después, mediante reforma legal se establece que las cámaras son instituciones públicas autónomas y son formalmente los órganos de consulta del Estado para los temas del sector. Además también separó a los industriales de la confederación para que ellos pudieran crear sus propias organizaciones.  
Luego de dos cambios de domicilio adicionales, primero a la avenida República de Argentina #9 y después a San Juan de Letrán #11, se instalaron en su actual sede desde 1969 en la calle Balderas #144 del Centro Histórico de la Ciudad de México.

## Organización
La confederación cuenta con tres órganos de dirección: la asamblea nacional, el consejo directivo y el comité ejecutivo nacional.
La asamblea nacional es el órgano supremo y está integrado por la totalidad de los afiliados a la confederación, mientras que el consejo directivo es integrado por un mínimo de ocho y un máximo de treinta consejeros, electos todos por la asamblea nacional.

## Presidentes
| Nombre | Nombre                        | Entidad de nacimiento | Trayectoria | Periodo           |
| ------ | ----------------------------- | --------------------- | --- | ----------------- |
|        | Enrique Sada Muguerza         | Nuevo León            | Nació en 1871 en la ciudad de Monterrey. En 1890, inició colaborando activamente en la organización de las empresas de Monterrey, que fueron el cimiento de la industria regiomontana actual. | 1917 - 1918       |
|        | Carlos Arellano               | Ciudad de México      | Fundó varios negocios, entre ellos casas comerciales en la Ciudad de México. Fue presidente de la Cámara Nacional de Comercio de la Ciudad de México y presidente de la comisión organizadora del Primer Congreso de Comerciantes, la semilla de nacimiento de Concanaco Servytur. Inauguró el Museo Comercial de México. | 1918 - 1919       |
|        | Fernando Leal Novelo          | Yucatán               | Nació en Izamal en 1883. Fue empleado y más tarde apoderado y socio de la firma “R. Novelo y Cía.”, de Progreso, Yucatán. Respaldó el papel moneda emitido por Venustiano Carranza y cuando este último quiso sacar el metal de la capital, se opuso al traslado y no entregó las llaves ni combinación donde se resguardaban. | 1919 - 1921       |
|        | Pafnuncio Padilla             |                       | Estaba conectado con los negocios aduanales y comerciales. Durante su presidencia dio impulso a las relaciones institucionales de la confederación con un viaje a la Feria de Dallas, Texas, y con una excursión de negocios a varias ciudades de Estados Unidos de América, donde fueron recibidos por el entonces presidente Warren Harding. | 1921 - 1924       |
|        | Manuel E. Izaguirre           | San Luis Potosí       | Nació en Alaquines y se inició como comerciante en Matehuala estableciendo un negocio de compra-venta al mayoreo de cereales. Realizó el Primer Congreso Nacional de Subsistencias. | 1924 - 1925       |
|        | Lamberto Hernández            | San Luis Potosí       | Nació en la ciudad de San Luis Potosí en 1889. Vivió en la Ciudad de México en la que estableció “Droguería Mexicana, Sociedad Anónima”, que hasta la fecha subsiste. Fue el principal promotor de la excursión de negocios a Europa en 1925. | 1925 - 1927       |
|        | Federico T. de la Chica       | Nuevo León            | Nació en Monterrey, se dedicó a la construcción, prestó servicios para la pavimentación de avenidas y la formación de partes y jardines de la Ciudad de México. Cabildeó para que los Ayuntamientos concediesen a las cámaras de comercio, el derecho de formar parte de las Juntas Calificadoras. | 1927 - 1928       |
|        | José Cruz y Celis             | Puebla                | Originario de Puebla, fue comerciante y estableció en Ciudad de México “Productos de Maíz S.A.”. También fue el primer presidente del Banco Nacional Hipotecario Urbano y de Obras Públicas. Llevó a la confederación a formar parte del Grupo Patronal que defendía los intereses de los capitales. | 1928 - 1933       |
|        | Manuel Muñoz Castillo         | Guanajuato            | Nació en León en 1894. Fundó la Fábrica de Jabón “La Luz” en la Ciudad de México, la aceitera y jabonera Fronteriza en Monterrey, y la empresa Industrial Castillo en Matamoros. Llevó a cabo el viaje de estudio a Centroamérica para dar a conocer lo que México ofrecía. En 1934, inauguró en el país la Primera Convención de Cámaras de Comercio Centroamericanas. | 1933 - 1935       |
|        | Ernesto A. Amezcua            | Puebla                | Nació en Puebla en 1885. Fue gerente de la Compañía Mexicana de la Sociedad Financiera para el Fomento de la Irrigación en México y Presidente de la compañía de seguros Agentes “La Nacional”. Impulsó la formación de la Asociación de Exportadores Mexicanos. Participó en las negociaciones de la nueva Ley de Cámaras de Comercio e Industria de 1936. | 1935 - 1937       |
|        | Leopoldo H. Palazuelos        | Veracruz              | Nació en el puerto de Veracruz en 1888 y estudio en Inglaterra. Representó al sector empresarial comercial en las negociaciones para la nueva Ley de las Cámaras de Comercio y de las de Industria de 1941. | 1937 - 1944       |
|        | Alejandro Noye                | Oaxaca                | Nació en Tehuantepec de 1893. Fue comerciante del ramo maderero. Bajo su presidencia se aprobó la Declaración de Principios de la confederación. | 1944 - 1945       |
|        | Ernesto A. Amezcua            | Puebla                | Segundo mandato. | 1945 - 1947       |
|        | Eustaquio Escandón            | Ciudad de México      | Nació en 1904. Trabajó en el Banco Nacional de México, en Banco de Comercio y en la Cervecería Moctezuma. | 1947 - 1948       |
|        | Mariano R. Suárez             | Michoacán             | Nació en La Piedad en 1893. Fue gerente en la Asociación Nacional de Fabricantes de Cerveza y miembro del consejo de administración de diversas empresas industriales, comerciales y bancarias. Fue también presidente de la Confederación Patronal de la República Mexicana. Durante su presidencia, el comercio organizado contribuyó económicamente en la construcción de nuevas escuelas en el país. | 1948 - 1950       |
|        | José Rivera R.                | Ciudad de México      | Nació en 1902. Fue gerente de la Asociación Mexicana de la Industria Automotriz y de la Canada Dry & Bootling de México. En su presidencia se fundó el Comité México-Americano de Hombres de Negocios. | 1950 - 1951       |
|        | Carlos C. Mendiola            | Tamaulipas            | Nació en Matamoros en 1904. Trabajó en la Comisión Nacional Bancaria y fue subdirector tanto del Banco Nacional de Comercio Exterior como del Banco de Comercio. Inició con las giras por el país para estar más en contacto con sus agremiados. | 1951 - 1952       |
|        | Ernesto Ayala                 | Querétaro             | Nació en 1907 en San Juan del Río. Trabajó en la Remington Rand International y en la H. Steele. Fue gerente de la Cámara Nacional de Electricidad. Fue invitado por gobierno de Bélgica para explorar posibilidades de comercio internacional, además visitó Inglaterra, Países Bajos, Alemania, Suiza, Italia, España y Francia. | 1952 - 1954       |
|        | Clemente Serna Martínez       | Nuevo León            | Nació en 1908 en Monterrey. Fundó la empresa Radio Programas de México y presidió el Club Rotario de la Ciudad de México. | 1954 - 1956       |
|        | Juan Sánchez Navarro y Peón   | Ciudad de México      | Nació en 1913. Miembro fundador del Partido Acción Nacional. Es considerado un ideólogo del sector empresarial. Fue fundador del Consejo Mexicano de Hombres de Negocios, del Consejo Empresarial Mexicano para Asuntos Internacionales, del Consejo Coordinador Empresarial, de la Cámara Nacional de la Industria de la Transformación, del Centro de Estudios Económicos del Sector Privado, del Comité de Hombres de Negocios Mexicano-Español, de la Cámara Mexicano-Argentina de Comercio, entre otras. | 1956 - 1958       |
|        | Juan Manuel del Campo         |                       | Se opuso a la Ley Sobre Facultades al Ejecutivo en Materia Económica que permitía al gobierno intervenir en las actividades industriales y comerciales de los particulares. | 1958 - 1960       |
|        | Heriberto Vidales             |                       | Fue gerente de tráfico en la Compañía de Líneas Aéreas Occidentales y en la Compañía Aerovías Centrales, precursora de Mexicana de Aviación. Participó en gira presidencial de Adolfo López Mateos por Sudamérica donde se anunció la participación fundacional de México en la Asociación Latinoamericana de Libre Comercio. | 1960 - 1962       |
|        | José Gómez Gordoa             | San Luis Potosí       | Nació en San Luis Potosí en 1913. Fue catedrático universitario, diplomático y abogado y consejero de instituciones bancarias e industriales del país. Fue rector de la Escuela Libre de Derecho, embajador de México en España y también director general del Banco Mexicano, del Banco Internacional, del Instituto Mexicano de Comercio Exterior y de la Aseguradora Hidalgo. Participó en el viaje presidencial de Adolfo López Mateos a Japón, dirigió un mensaje en la asamblea de la Cámara de Comercio de Estados Unidos y participó en el Congreso de Instituciones Hispánicas, convocado por el Instituto de Cultura Hispánica. | 1962 - 1964       |
|        | Jorge Orvañanos Zúñiga        |                       | Nació en 1915. Fue gerente de la Cámara de la Industria Hulera. Fundó la empresa General de Gas. Fue presidente de la Asociación Nacional de Distribuidores de Gas Licuado, de la Asociación de Distribuidores de Aparatos Domésticos, del Consejo Nacional de la Publicidad, de la Confederación Patronal de la República Mexicana y de la Fundación Mexicana para el Desarrollo Rural. Además, vicepresidente del Banco del Atlántico. Participó en la asamblea del Banco Interamericano de Desarrollo, en la reunión de la American Managers Association y en la junta de la Cámara de Comercio Internacional. | 1964 - 1965       |
|        | Armando Fernández Velasco     |                       | Fue propietario de Durkin Motors; accionista y presidente de Bujías Mexicanas; consejero y accionista de Transmisiones y equipos Clark; presidente del Consejo de Industrial Automotriz, de Abastecedora Automotriz y de Maquinaria Euclid. Inició la construcción del edificio de la confederación. | 1965 - 1967       |
|        | Francisco Cano Escalante      | Puebla                | Nació en 1931 en Esperanza. Fue secretario de Desarrollo Económico del Gobierno de la Ciudad de México y presidente de la Cámara Nacional de Comercio de la Ciudad de México y del Centro de Estudios Económicos del Sector Privado. También fue director general de Impulsora de la Cuenca del Papaloapan y de la Comisión Nacional de la Industria Azucarera, presidente del Consejo de Administración de Financiera Internacional, coordinador de los Programas de Productos Básicos de la presidencia mexicana, subsecretario de Regulación y Abasto de la Secretaría de Comercio y Fomento Industrial y representante de México ante el Consejo Internacional del Café. Organizó la misión económica mexicana a Brasil donde firmó un acuerdo con la Confederación de Comercio de Brasil. Inauguró el nuevo edificio de la confederación e inicio operaciones el Club de Comercio en dichas instalaciones. | 1967 - 1969       |
|        | Alfredo Santos Mazal          | Ciudad de México      | Nació en 1925. Junto con su padre, fundó Ópticas Lux. Fue presidente del Consejo de Empresarios Mexicanos para Asuntos Internacionales, del Centro de Estudios Económicos del Sector Privado, del Consejo Nacional de la Publicidad, de la Cámara Nacional de Comercio de la Ciudad de México. Fue fundador y presidente del Centro de Convenciones de la Ciudad de México, de la Cámara de Comercio Estados Unidos-México y de la Fundación Mexicana para la Salud. También fue miembro de la Comisión Nacional de Valores, de Banca Somex y de los consejos directivos de El Puerto de Liverpool, de Bancomer y de Seguros Cuauhtémoc. Fue también asesor y coordinador de asuntos internacionales con el sector privado de los presidentes Miguel de la Madrid y José López Portillo. | 1969 - 1971       |
|        | Miguel M. Blázquez            |                       | Convocó a los presidentes de confederaciones de cámaras de comercio de América para reunirse en la Ciudad de México y abordar temas de comercio exterior. Dio impulso al turismo proveniente Japón, Estados Unidos, Brasil y Centroamérica. Fue presidente de la Comisión Interamericana de Arbitraje Comercial. | 1971 - 1974       |
|        | Jesús Vidales Aparicio        | Ciudad de México      | Nació en 1928. Impulsó las uniones de crédito y los programas fronterizos, participó en dos giras presidenciales de Luis Echeverría. Logró que en las facturas, quedaran separados el costo del producto y los impuestos de gobierno para conocimiento el consumidor. Miembro fundador del Consejo Coordinador Empresarial, coordinó durante un año los trabajos para su constitución. Mantuvo diferencias con el gobierno federal por los altos subsidios que le otorgaban a las tiendas CONASUPO e ISSSTE. | 1974 - 1976       |
|        | Víctor Manuel Gaudiano        | Ciudad de México      | Nació en 1924. Comerciante e importador. Creó la comisión fiscal de la confederación para atender y dialogar sobre la legislación en materia de impuestos y hacienda. | 1976 - 1978       |
|        | Guillermo de Zamacona Félix   | Ciudad de México      | Nació en 1916. Fue Director y Gerente de la Cervecería Cuauhtémoc. | 1978 - 1980       |
|        | Jorge A. Chapa S.             | Nuevo León            | Nació en Monterrey en 1938. Egresado de la Universidad de Georgetown. Fue también presidente del Consejo Coordinador Empresarial. Fue designado como “Empresario del año en el sector Comercio” en 2013. | 1980 - 1982       |
|        | Emilio Goicoechea Luna        | Sinaloa               | Nació en Mazatlán. Durante su presidencia se creó el Instituto de Capacitación Comercial, se firmó el acta constitutiva del Instituto Mexicano de Mercadotecnia, se estableció la Comisión Coordinadora de Turismo y presentó al gobierno nacional el Programa de Modernización Comercial. Se opuso a la estatización de la banca. Fue miembro del Consejo Coordinador Empresarial y de la Confederación Patronal de la República Mexicana; consejero del Centro de Estudios Económicos del Sector Privado, del Instituto Mexicano de Comercio Exterior, de la Comisión Nacional de Valores, del IMSS, del INFONAVIT, del FONATUR, de Ferrocarriles Nacionales de México, del Fideicomiso para el Desarrollo Comercial del Banco de México y del Banco Nacional de Comercio Exterior. Fue senador de la República y diputado federal, así como secretario particular del presidente Vicente Fox.                | 1982 - 1984       |
|        | Nicolás Madáhuar Cámara       | Yucatán               | Nació en Mérida en 1943. Egresado del Tecnológico de Monterrey. | 1984 - 1986       |
|        | José Ángel Chapa Salazar      | Nuevo León            | Nació en Monterrey en 1932. Egresado del Tecnológico de Monterrey y de la Universidad del Noroeste de Chicago. Firmó el Pacto de Solidaridad Económica que buscaba reducir la inflación. | 1986 - 1988       |
|        | Eduardo García Suárez         | Puebla                | Nació en Puebla de Zaragoza en 1938. Fue comerciante textil e ingeniero civil de profesión, egresado de la Benemérita Universidad Autónoma de Puebla. | 1988 - 1990       |
|        | Hugo Villalobos González      | Guanajuato            | Nació en 1953 en León de Los Aldama. Ingeniero químico que dirigió el negocio familiar Ferretería Madero que posteriormente daría pie a FERREMAS. Firmó el Pacto de Estabilidad y Crecimiento Económico. | 1990 - 1992       |
|        | Ricardo Elías Dájer Nahum     | Yucatán               | Nacido en Mérida en 1955. Contador público por la Universidad Autónoma de Yucatán. | 1992 - 1994       |
|        | Germán A. González Quintero   | Veracruz              | Nació en Coatzacoalcos en 1944. Empresario transportista. | 1994 - 1996       |
|        | Armando Araujo Montaño        | Baja California       | Nació en La Paz. Continuó con la tradición familiar de comerciar pisos y baños. Fue presidente de la Cámara Nacional de Comercio de Hermosillo y de la Federación de Cámaras Nacionales de Comercio de la misma ciudad. | 1996 - 1999       |
|        | José Yamil Hallal Zepeda      | Sinaloa               | Nació en Los Mochis en 1947. La Secretaría de Comercio y Fomento Industrial del gobierno de Ernesto Zedillo desconoció su elección como presidente de la confederación por lo que se realizaron nuevas elecciones, resultando nuevamente elegido por sus compañeros empresarios. | 1999 - 2001       |
|        | Arturo González Cruz          | Baja California       | Nació en Tijuana en 1957. Fue catedrático del CETYS Universidad y directivo de Empresas BYACSA. Se desempeñó como presidente de la Cámara de Comercio de la Ciudad de Tijuana, como tesorero de la Asociación de Ferreteros de Tijuana y como consejero del Consejo Coordinador Empresarial, del Consejo de Desarrollo Económico de Tijuana y del Consejo Consultivo del Instituto Nacional de Migración. Trabajó en la unificación de las cámaras nacionales de comercio que amenazaban con separarse para crear otro organismo. | 2001 - 2003       |
|        | Raúl Alejandro Padilla Orozco | Jalisco               | Nació en Guadalajara en 1960. Egresado del Tecnológico de Monterrey. Creó la figura de vicepresidentes regionales de la confederaron. Copropietario y vicepresidente del Atlas Fútbol Club. | 2003 - 2006       |
|        | Luis Antonio Mahbub Sarquis   | San Luis Potosí       | Nació en San Luis Potosí en 1963. Creó la Comisión de Fomento e Impulso para la Competitividad desde donde se elaboraron múltiples estudios del sector para mejorar la competitividad y la productividad, para diseñar políticas públicas para el desarrollo empresarial. Impulsó la transformación del Tianguis Turístico. | 2006 - 2009       |
|        | Mario Sánchez Ruiz            | Sonora                | Nació en 1961 en Ciudad Obregón. Estudió en la Universidad de Seattle y en el Tecnológico de Monterrey. Fue presidente de la Cámara Nacional de Comercio de Ciudad Obregón y del Consejo Coordinador Empresarial, así como diputado federal donde presidió la comisión de economía. | 2009 - 2010       |
|        | Jorge E. Dávila Flores        | Coahuila              | Nació en 1958 en Saltillo. Egresado del Tecnológico de Monterrey con cursos en la Universidad de California en Los Ángeles y en la Harvard Extension School. Fue presidente de la Cámara Nacional de Comercio de Saltillo. Puso en marcha El Buen Fin y el programa nacional de becarios con la UNAM. Promovió la creación del Instituto Nacional del Emprendedor. Firmó un convenio con el Instituto Federal Electoral para que los miembros de la confederación fuera observadores electorales en el proceso de 2012. Recibió el premio de “La Buena Vecindad” de la Cámara de Comercio México – Estados Unidos. | 2010 - 2014       |
|        | Enrique Solana Sentíes        | Puebla                | Nació en 1950 en Puebla de Zaragoza. Durante su presidencia se creó el portal interactivo para la promoción de los pueblos mágicos y se tuvo acercamiento con agencias de viaje internacionales como Best Day y Expedia. Participó en el cuarto de junto para la negociación del Tratado entre México, Estados Unidos y Canadá. Creó la Escuela de Capacitación y Desarrollo Empresarial. | 2014 - 2018       |
|        | José Manuel López Campos      | Yucatán               | Nació en Mérida.Fue presidente de la Cámara Nacional de Comercio, Servicios y Turismo de Mérida. Fue integrante del Comité Directivo de la Cámara Mexicana de la Industria de la Construcción, del Centro Empresarial de Mérida y de la sección Mérida de la Asociación Mexicana de Profesionales Inmobiliarios. Coordinó la organización de los festejos del Centenario de la fundación de la confederación. | 2018 - 2021       |
|        | José Héctor Tejada Shaar      | Guanajuato            | Nació en León de Los Aldama. Ingeniero industrial por el Tecnológico de Monterrey. Presidente de su empresa Operadora de Electromecánicos. Fue presidente del Centro Histórico de León y secretario y consejero del Patronato de la Feria de León. | 2021 - 2024       |
|        | Octavio de la Torre Stéffano  | Ciudad de México      | Presidente del Corporativo TLC Asociados, consultora aduanera y fiscal. Consejero del IMSS, del INFONAVIT, del Consejo Coordinador Empresarial y miembro de CANACINTRA. Académico Numerario de la Academia Internacional de Derecho Aduanero. | 2024 - actualidad |